# Poiana (Bistra), Alba
Poiana (Bistra, Alba) este un sat în comuna Bistra din județul Alba, Transilvania, România.